# Ladislav Likler
Ladislav Likler (30. května 1943 Veselí nad Lužnicí – 6. listopadu 2018 Praha) byl český historik a propagátor mlékárenství, znalec sýrů, publicista a sběratel, rytíř Řádu Camembert.

## Životopis
Ladislav Likler se narodil 30. května 1943 ve Veselí nad Lužnicí. Jeho otec pracoval v tavírně sýrů v Mezimostí na Nežárkou. Ladislav se jej rozhodl následovat a vystudoval Průmyslovou školu mlékárenskou v Kroměříži. Zde se tehdy začal zajímat o sběr sýrových etiket.
Po maturitě nastoupil pracovat do mlékárny v Protivíně, později byl zaměstnaný v Českých Budějovicích a Týně nad Vltavou. V roce 1968 začal natrvalo pracovat v Praze, kde vstoupil do Klubu sběratelů kuriozit a stal se jeho předsedou. Funkci vykonával až do roku 2016.
V roce 1986 byl ve Francii jmenován rytířem Řádu francouzského Camembertu, který mu byl udělen za propagaci sýrařství. Po celý život si vedl rozsáhlou sbírku mlékárenský etiket a dokumentů, kterou v roce 2008 koupila společnost Laktos. V roce 2017 mu udělil titul Rytíř české chuti.
Ladislav Likler zemřel 6. listopadu 2018 v Praze ve věku 75 let.

## Ocenění
- Rytíř Řádu francouzského Camembertu (1986)
- Rytíř české chuti (2017)